# Franz Xaver Reinhold
Franz Xaver Reinhold (19. prosince 1816, Vídeň – 19. května 1893, Vídeň) byl rakouský krajinář, syn malíře, rytce a litografa Friedricha Philippa Reinholda (1779–1840) a bratr malíře a litografa Karla Reinholda (1820–1887).

## Život
Franz Xaver Reinhold získal první školení u svého otce. V letech 1830–1840 studoval na vídeňské Akademii u Thomase Endera, Josepha Mössmera a Franze Steinfelda ml. Od roku 1834 často cestoval do Alp, od roku 1844 také do severní Itálie. Někdy cestoval společně s malířem Friedrichem Gauermannem. Během léta často maloval v pohoří Dachstein. Mnoho jeho děl bylo ve sbírkách českých šlechtických rodů Waldstein a Lobkowitz.
V roce 1870 vydal dvacet sešitů vlastních litografií jako příručku pro studenty krajinomalby.

## Dílo
Reinhold maloval olejem i akvarelem především lesní a horské krajiny a partie z okolí Vídně. Zajížděl také do Čech a maloval např. v okolí Doks a hradu Bezdězu. Věnoval se také žánrovým obrazům z venkovského a městského života a loveckým scénám.

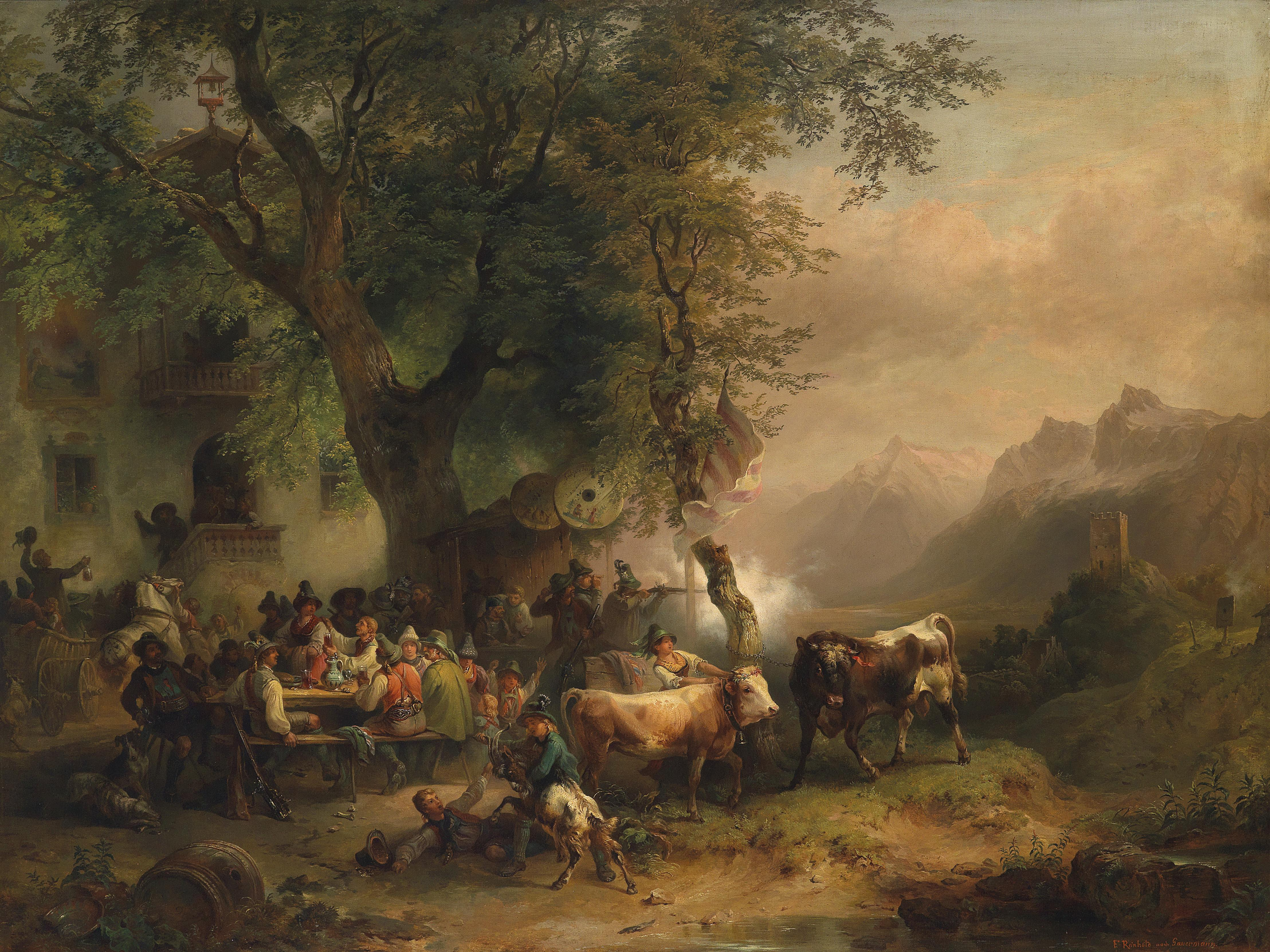
Scheibenschiessen im Passeyertal (podle Gauermanna)
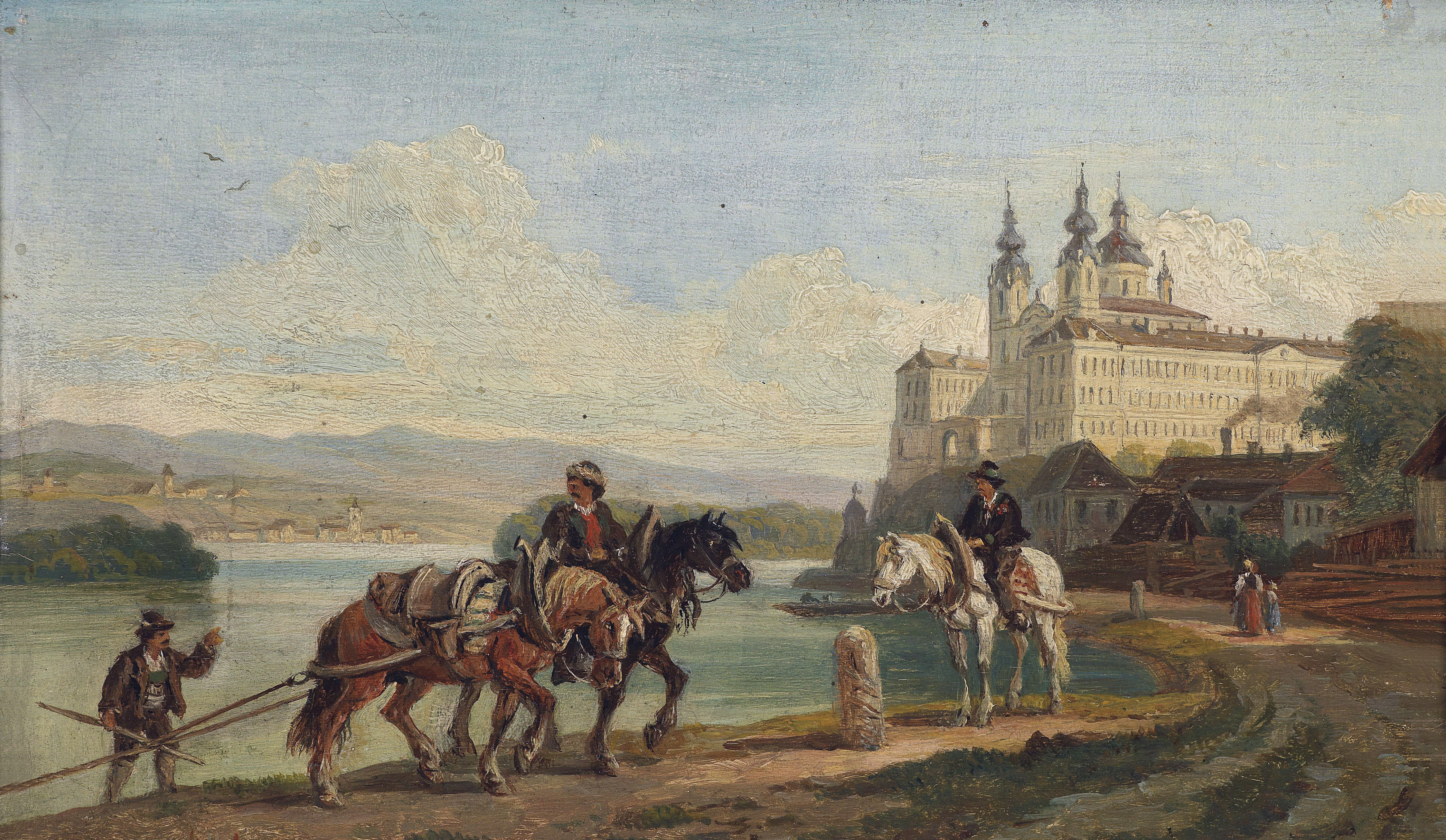
Pohled na klášter v Melku
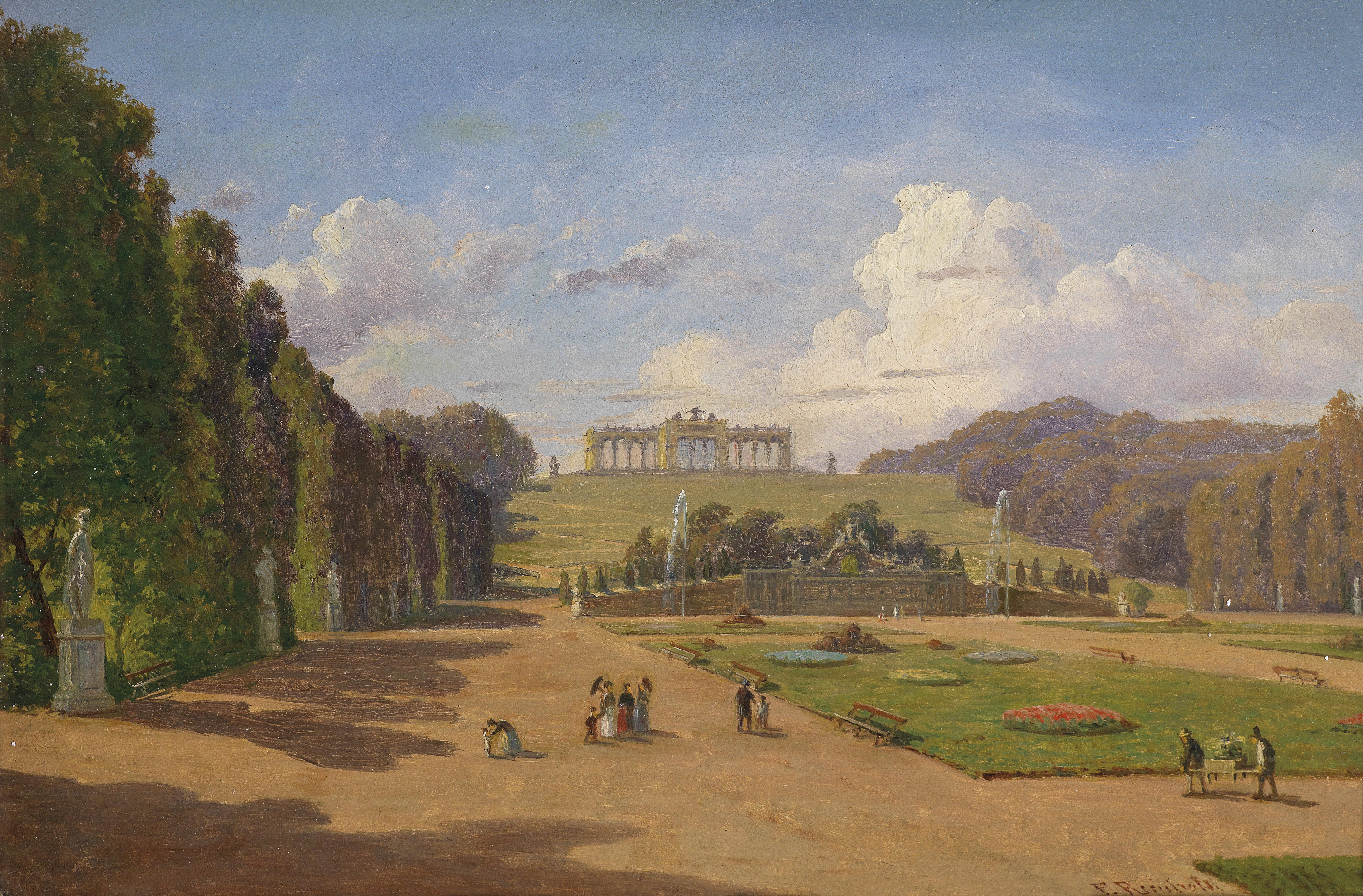
Pohled na Gloriet
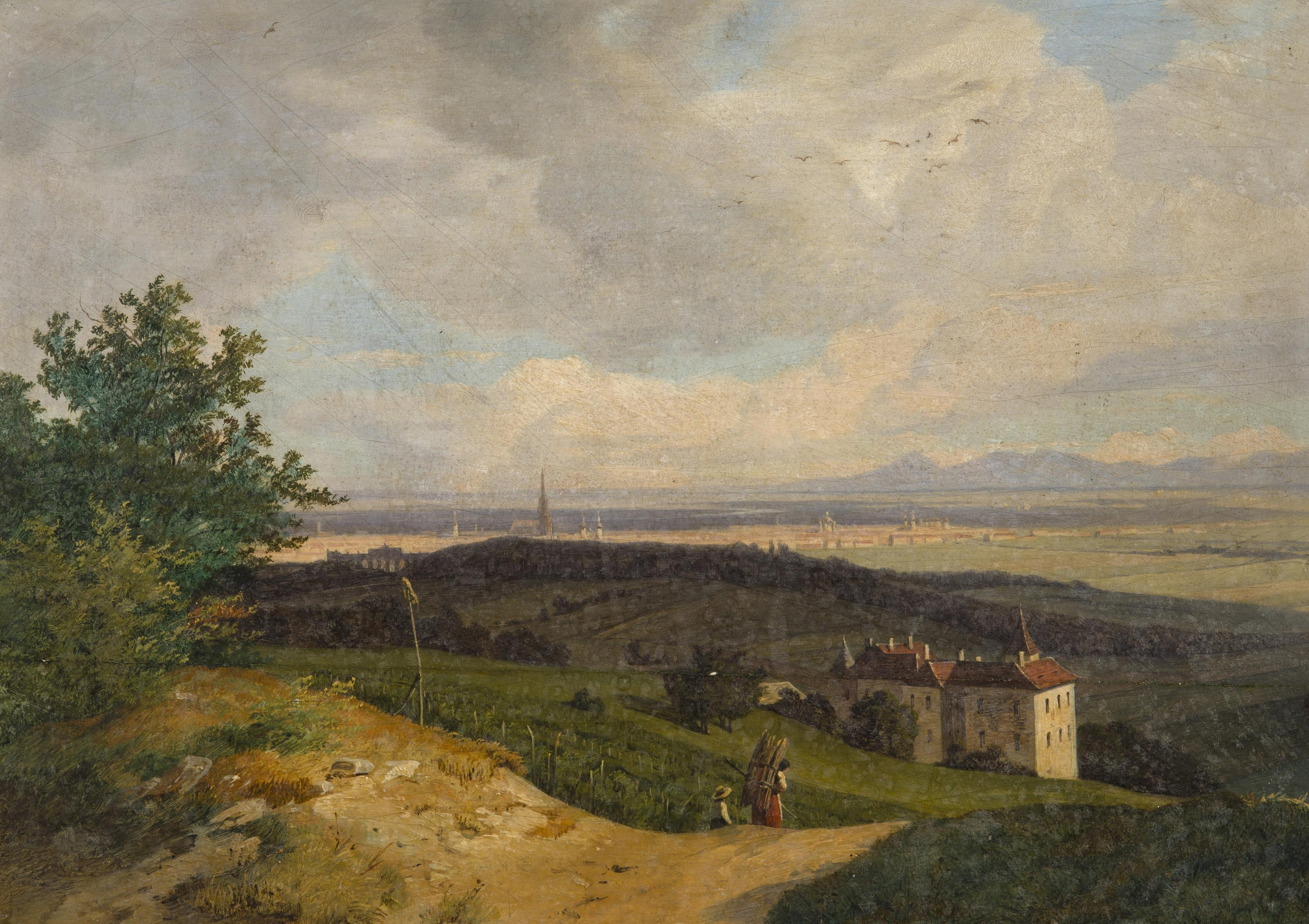
Panoráma Vídně
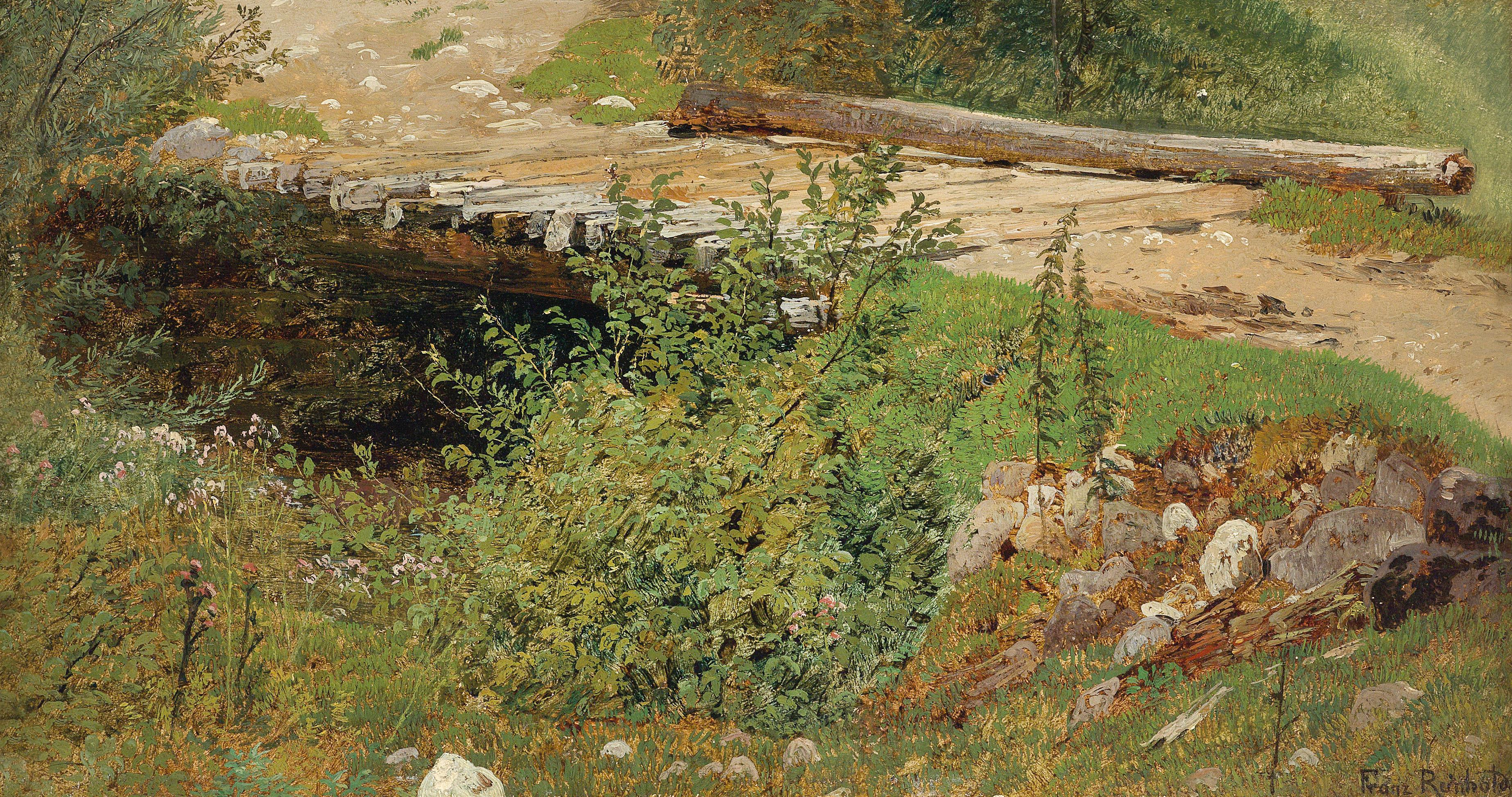
Můstek přes potok

### Známá díla
- Horský potok (50. léta), Národní galerie v Praze, odkaz Josefa Hlávky
- Cesta k jezeru Gosau (50. léta), Národní galerie v Praze, odkaz Josefa Hlávky

### Zastoupení ve sbírkách
- Národní galerie v Praze
- Severočeská galerie výtvarného umění v Litoměřicích
- Oblastní galerie v Liberci

### Autorská výstava
- 1985 Franz Reinhold: Krajiny, Středočeská galerie, Nelahozeves